# 金凤山
金凤山（1897年—1983年），男，回族，宁夏吴忠人，中华人民共和国伊斯兰教人物，曾任中国伊斯兰教协会常务委员，宁夏回族自治区政协副主席。